# Крум Дончев през сезон 2009
Крум Дончев печели националната рали титла през сезон 2009, като екипа на Приста Ойл Рали Тийм започва много амбициозно новият сезон, като първата голяма промяна е замяната на дългогодишен навигатор Стойко Вълчев, като мястото е заето от опитния Петър Йорданов.
Голямото предизвикателство за Крум Дончев и Петър Йорданов е участието в Рали България 2009, в което завършват на 2 място в генералното класиране (състезанието е прекратено предсрочно заради тежка катастрофа на екипажа Браян Лавио/Флавио Гулиелмини, в който Гулиелмини загива). Дончев има шанс за втора победа, водейки битка с временния водач в ралито – Джандоменико Басо, което не се случва заради трагедията.
Следва участие в Рали Хеброс, което екипа печели без проблеми. След това състезание екипажа води класирането в националния рали шампионат 2009. За Дончев това е четвърта победа в Рали Хеброс (2002, 2004 и 2005).
Въпреки че сезон 2009 започва с големи надежди за Крум Дончев, финасовата криза, която е налегнала модерният свят, застига и автомобилният спорт. През месец август същата година от тима обявяват официално, че Крум Дончев и навигаторът му Петър Йорданов официално прекратяват участието си в Европейския рали шампионат за 2009 г., като няма да се състезават в оставащите кръгове от календара. Участието на екипажа (до този момент имаха шанс да спечелят европейската титла), е възпрепятстван поради недостиг на средства.
Един месец след обявяването за прекратяване на участие в Европейския шампионат, Крум Дончев, заедно с дългогодишния си навигатор му Стойко Вълчев (специално за това състезание Петър Йорданов преостъпва мястото), участват в трудното 42-ро издание на Рали Сърбия.
Състезанието е белязано с множество технически проблеми. Още в първата отсечка от надпреварата се поврежда устройството за комуникацията между пилота и навигатора по време на състезание. На третия етап в колата започва да навлиза дим. Проблемът е отстранен, по време на регламентирания 20-минутен престои в бокса, откъдето екипажът стартира четвъртия етап. Скоро след старта колата отново започва да се пълни с дим а скоро и започва да гори. Екипажа успява да угаси огъня, но установява сериозен проблем – задният диференциал е счупен. В резултата на тази авария екипажа отпада от състезанието, което е първото отпадане на Крум Дончев през сезон 2009.
Екипажа спечелва всички състезания през годината (Рали „Траянови Врата“, Рали „Вида“, Рали „Стари Столици“, в Рали „България“ е втори, но е най-високо класирал се български екипаж, и Рали „Хеброс“), с изключение на Рали Сърбия, което дава точки за националния шампионат. Екипажа спечелва всички състезания през годината (Рали Траянови Врата, Рали Вида, Рали Стари Столици, Рали България и Рали Хеброс), с изключение на Рали Сърбия, което дава точки за националния шампионат.
В края на месец септември Дончев и Йорданов са лидери в рали шампионата на България, като в своя клас N/4 имат актив от 50 точки (от максимални възможни 60), преди последното Рали Твърдица, което се провежда в средата на месец октомври (втори са Ясен Попов/Никола Попов).
В последното състезание за 2009 година, Крум и тима на Приста Ойл Рали Тим правят жест към дългогодишния състезател и бивш навигатор на Дончев – Румен Манолов, който става навигатор в Рали Твърдица, като така приключва своята 30-годишна кариера в този спорт. В самото състезание екипажа получава повреда и отпада.